# 항해가능성 (프로그래밍)
항해가능성(Navigability)이란, 웹사이트 따위의 하이퍼텍스트의 노드, 즉 웹사이트를 예로 들면 한 웹페이지에서 다른 웹페이지로 건너가고자 할 때, 그 과정에서 얼마나 적은 단계 안에 도달할 것인지, 혹은 얼마나 편하게 도달할 것인지에 대한 가능성을 의미한다. 웹페이지에서는 심대한 중요성을 지니며, 검색 방식을 제외하면 항해가능성이 웹 상의 어떤 정보에 대한 접근성을 결정한다. 하지만 정형화하여 다루기 어렵다는 문제점을 지닌다.